# Agarakadzor
Agarakadzor (en arménien Ագարակաձոր) est une communauté rurale du marz de Vayots Dzor, en Arménie. Elle compte 1 417 habitants en 2008.